# Sarmatien

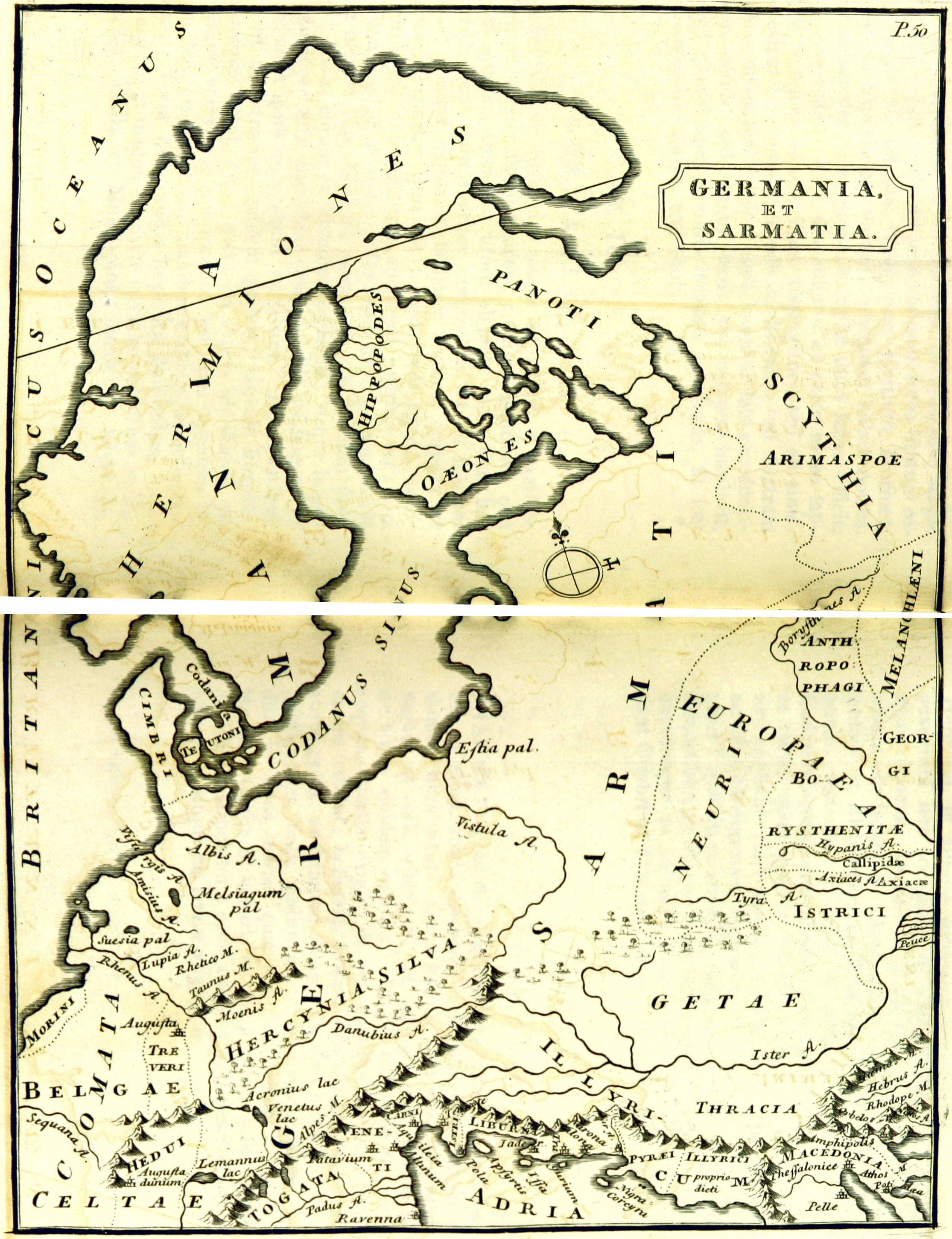
Diese neuzeitliche Interpretation der Beschreibungen von Pomponius Mela lokalisiert die Sarmati im osteuropäischen Tiefland.

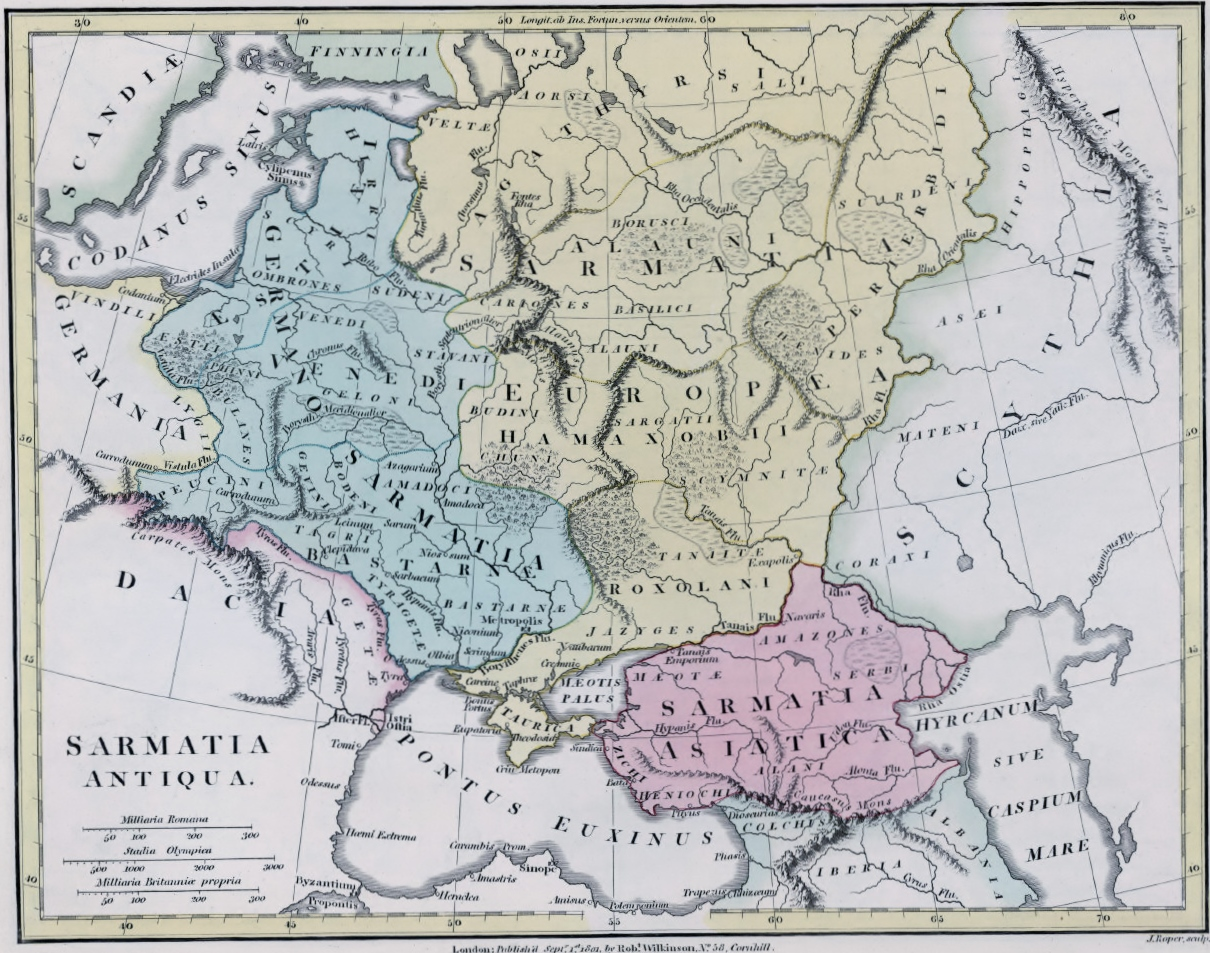
Aufteilung Sarmatiens in Germanisch (grün), Europäisch (gelb) und Asiatisch (rot)

Als Sarmatien oder Sarmatia bezeichneten Griechen, Römer und Byzantiner vor allem in der Spätantike ein großes Gebiet zwischen den Flüssen Weichsel im Westen und Wolga im Osten und zwischen Ostsee und Schwarzem Meer, wovon ein Teil den geographischen Namen Sarmatische Tiefebene (in Galizien) trägt. Zu jener Zeit wurde diese Region vorwiegend von sarmatischen Völkern bewohnt.

## Gebiet
Nach griechischer Annahme wurde Sarmatien seit Alexander dem Großen durch den Fluss Tanais (Don) in eine „europäische“ und eine „asiatische“ Hälfte getrennt (siehe auch die sog. „Innereurasische Grenze“).
Im „europäischen“ Sarmatien werden folgende Gebirge genannt: das Amadoka-Gebirge (Hügelkette von Charkow und Kiew), die Alaunischen Berge (zwischen Dnepr und Don) und das Riphäische Gebirge (gemeint sind entweder die Waldaihöhen oder nach Ptolemäus der Nordural). Als Gewässer werden genannt der Amadoka-See und folgende Flüsse: Borysthenes (Dnepr), Hypanis (Bug), Tyras (Dnister) und Tanais (Don) mit Gerrhos (Donez). Nach Norden in das Suevische Meer (Ostsee) strömten: Vistula (Weichsel), Guttalos (Pregel) und Chronos (Memel). Die bedeutendsten Städte lagen alle an der westlichen und nördlichen Schwarzmeerküste: Tanais (nördlich von Asow), Olbia (an der Hypanismündung), Nikonton und Tyras (Bilhorod-Dnistrowskyj) an der Mündung des Tyras (Dnister).
Das „asiatische“ Sarmatien reichte vom Kaspischen Meer und dem Kaukasusgebirge bis weit nach Osten und wurde von zahlreichen, meist nur dem Namen nach bekannten Völkerschaften bewohnt.

## Bewohner
Die Bewohner Sarmatiens wurden beim griechischen Geschichtsschreiber Herodot (484–425 v. Chr.) als Sauromaten erwähnt, bei Claudius Ptolemäus (100–175) als Sarmaten mit vier großen Völkerschaften:
- die Ästier, vom Frischen Haff bis zum Finnischen Meerbusen,
- die Veneter, südlicher an der Weichsel,
- die Bastarnen, zwischen Weichsel und Karpathen,
- die Jazygen, am Nordufer des Palus Maeotis (Asowsches Meer), später weiter westlich.

Diese Einteilung ist allerdings rein geographisch, nicht ethnographisch: Die Ästuer wurden als Vorfahren der Litauer und die Veneter als Slawen gesehen, die Bastarnen sind vielleicht thrakischen, nach anderen Quellen elbgermanischen Ursprungs. Plinius der Ältere (23–79) und Tacitus (etwa 55–115) nennen auch Serboi (Serben) als Bewohner in Sarmatien.
Als Teilstämme der Sarmaten sind die Alanen, Aorsen, Jazygen, Maioten, Massageten, Roxolanen, Siraken und andere bekannt. Es lässt sich kaum feststellen, ob und inwieweit die Sarmaten verwandt waren mit den Skythen, die das Gebiet Sarmatiens bis ins 3. Jahrhundert v. Chr. besiedelten. Einige Wissenschaftler vermuten auch eine Einwanderung aus Medien. Allgemein nimmt man an, dass sie beide der iranischen Völker- und Sprachfamilie angehörten, die Sarmaten jedoch in die früheren Siedlungsgebiete der Skythen einwanderten und diese ablösten. Für eine solche Abfolge sprechen auch viele Grabfunde aus Kurgan-Grabhügeln.
Die Sarmaten führten ein Nomadenleben in den Steppen und waren ausgezeichnete berittene Kämpfer und Bogenschützen. Ihre Ausrüstung bestand aus Helm, Schuppenpanzer aus Bronze, Eisen, Horn oder Leder sowie einem lederüberzogenen Schild. Ihre Waffen waren Schwert, eine lange Lanze oder der wirkungsvolle Reflexbogen. Auch die Frauen zogen mit in den Krieg und führten die Waffen wie die Männer, Herodot vermerkte schon in seinen Historien (4,21–117), die Sarmaten seien aus der Verbindung mit den Amazonen entstanden.
Ab dem 2. Jahrhundert n. Chr. begannen größere Auseinandersetzungen zwischen sarmatischen Stämmen und dem Römischen Reich, die bereits zur Verschiebung der Siedlungsgebiete einzelner sarmatischer Stämme führten. Ab dem 3. Jahrhundert kamen Auseinandersetzungen mit den Goten dazu. Später werden die Sarmaten noch zusammen mit den Gepiden erwähnt, doch dann rückten ab 370 die Hunnen aus dem Osten vor und lösten die große Völkerwanderung nach Westen aus. Teile der sarmatischen Stämme schlossen sich den Hunnen an, andere wichen vor ihnen zurück und wurden in verschiedene Gegenden versprengt – eine Erwähnung von Sarmaten gibt es seit dieser Zeit nicht mehr.
Einer der wenigen Überreste in heutiger Zeit ist die Volksgruppe der Osseten im Nordkaukasus, sie sind in sprachlicher, ethnischer und kultureller Hinsicht direkte Nachfahren des sarmatischen Stammes der Alanen.

## Druckzeitalter

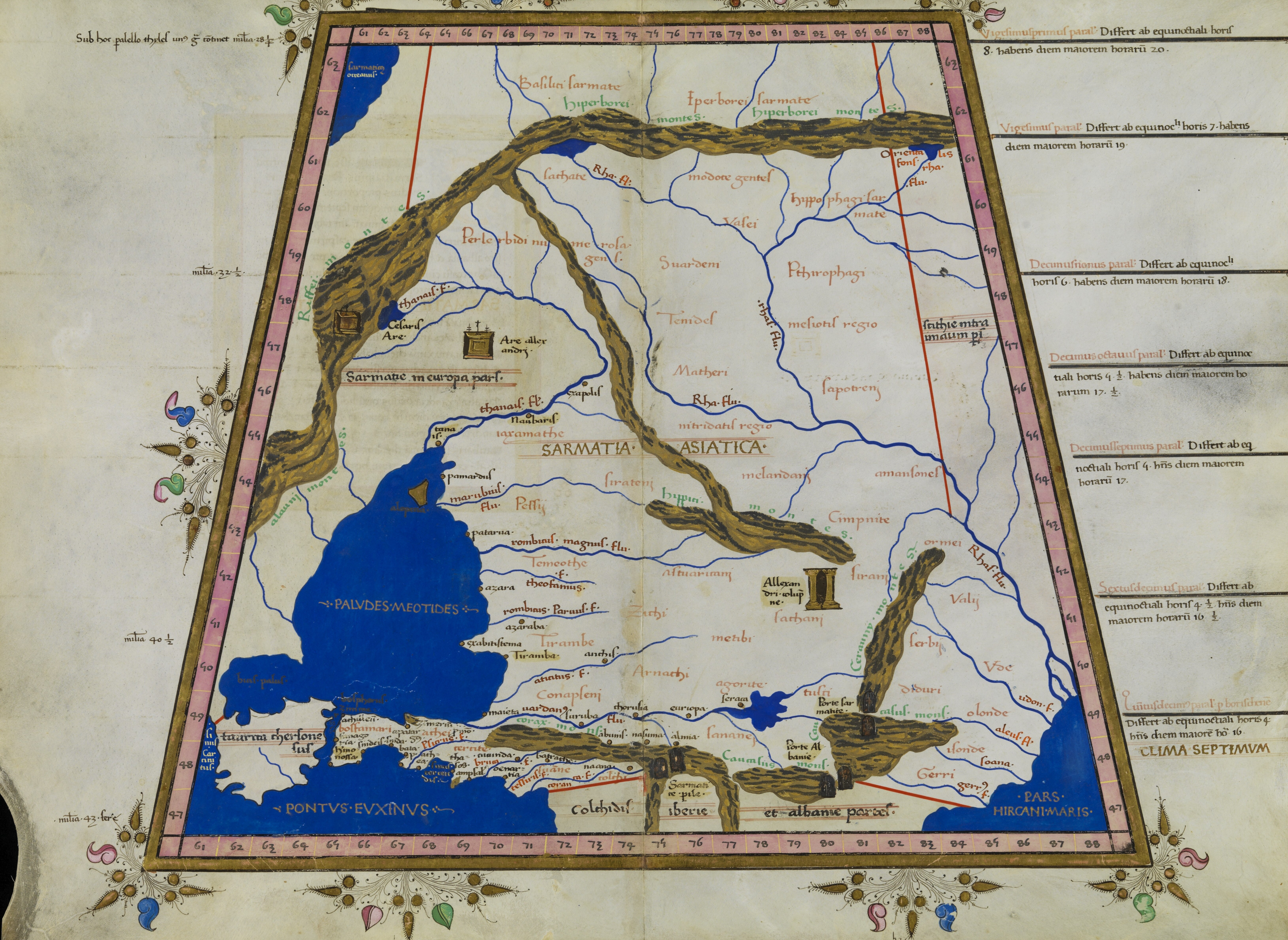
Karte aus der ersten Druckausgabe der Cosmographie mit Darstellung der Sarmatia Asiatica, dem „asiatischen“ Sarmatien

In der Kartographie finden sich die sogenannten beiden Sarmatien unter anderem in der Cosmographie des Claudius Ptolemäus (1467 gedruckt). In der zeitgenössischen Historiographie werden die beiden Sarmatien ebenfalls aufgegriffen, wie ein anonymer, durch den polnischen Chronisten Matthias von Miechow verfasster Druck von 1517 zeigt. Das europäische Sarmatien liegt hiernach zwischen den Flüssen Weichsel und Don und wird durch Rutenen, Litauer und Moskowiter bewohnt. Das asiatische Sarmatien reicht, so die Vorstellung des Chronisten, vom Don bis zum Kaspischen Meer und wird durch verschiedene Zweige der Tartaren besiedelt. Ursprünge und Lebensweise der Bewohner beider Sarmatien werden mit Hilfe humanistischer Deutungsschemata beschrieben. Der Autor beginnt mit dem asiatischen Gebiet und kommt hernach auf den europäischen Bereich zu sprechen. Die Sarmaten spielten eine besondere Rolle für das Geschichtsbild in der polnischen Adelsrepublik der Frühen Neuzeit.